# عين الحارة
عين الحارة هي أحد عيون محافظة الأحساء السعودية، تقع في مدينة المبرز وهي نبع متوسط الحجم، سميت بذلك لسخونة الماء الذي يخرج منها. والعين قريبة من مقبرة المبرز. يذكر ان ماءها يقدر بعشرين ألف جالون في الدقيقة، ويصل ماؤها إلى سطح الأرض عبر 3 فوهات مكونا بحيرة كبيرة، أقامت عليها هيئة الري والصرف مضخات كبيرة بعد أن قل ماؤها.